# Droga koszykówko
Droga koszykówko (ang. Dear Basketball) – amerykański film animowany z 2017 roku. Został wyreżyserowany i animowany przez Glen Kean, napisał oraz opowiedział go Kobe Bryant, przy akompaniamencie muzyki Johna Williamsa. Film oparty jest na liście napisanym przez Kobe'ego Bryanta do The Players' Tribune 29 listopada 2015, w którym ogłosił przejście na sportową emeryturę.
Animacja nosi tę samą nazwę co list napisany przez Kobe Bryant. Stworzony przy współpracy z Granity Studios oraz Believe Entertainment Group. Film dostał Oscara za najlepszy krótkometrażowy film animowany na 90. ceremonii wręczenia Oscarów, czyniąc Bryanta pierwszym w historii profesjonalnym sportowcem nagrodzonym Oscarem.

## Fabuła
Chwilę przed odejściem z NBA Bryant opisuje jego miłość do koszykówki, która zaczęła się w młodzieńczych latach. Od jego dziecięcych marzeń o byciu wielkim do końca jego 20 letniej kariery Kobe opowiada jak on i koszykówka dali sobie wszystko co mieli, w latach kiedy Kobe Bryant był w najwyższej formie.

## Wyróżnienia
| Nagroda                   | Data ceremonii | Kategoria                                   | Rezultat   |
| ------------------------- | -------------- | ------------------------------------------- | ---------- |
| Nagroda Akademii Filmowej | 4 marca 2018   | Najlepszy animowany film krótkometrażowy    | Zwycięstwo |
| Annie                     | 3 lutego 2018  | Najlepszy animowany film krótkometrażowy    | Zwycięstwo |
| Sportowa Nagroda Emmy     | 9 maja 2018    | Znakomity postprodukcyjny projekt graficzny | Zwycięstwo |